# 中村たつ
中村 たつ（なかむら たつ、1928年6月6日 - ）は、日本の女優。本名も同じ。東京都出身。特技は散歩。

## 来歴・人物
俳優座に入団。「馬」で初舞台を踏み以来舞台一筋。1971年、紀伊国屋演劇賞受賞。1985年話題の舞台、地人会の「教員室」で中学校の英語教師を演じる。

## 出演

### 映画
- 男性飼育法（1959年）
- 風の視線（1963年） - 竜崎啓子
- 白と黒（1963年）
- にっぽんぱらだいす（1964年）
- 四谷怪談（1965年）
- 千曲川絶唱（1967年）
- 神々の深き欲望（1968年） - 里ウト
- 忍ぶ糸（1973年） - 藤波多加
- ノストラダムスの大予言（1974年） - 勝子[1]
- あにいもうと（1976年）
- 近頃なぜかチャールストン（1981年）
- 熱海殺人事件（1986年） - 熊田うめ
- 浪人街（1990年）

### 舞台
- 冬の花
- 家族の写真
- 三文オペラ
- どん底
- 僕の東京日記
- イーハトーボの劇列車
- ワーニャおじさん
- しみじみ日本・乃木大将
- とりあえずの死
- 人間合格
- フィガロの結婚
- 肝っ玉おっ母と子供たち
- 戦争とは
- この子たちの夏
- 藪原検校
- 流星に捧げる
- 教員室

### テレビドラマ
- 記念樹（1966年、TBS）
- 新・三匹の侍 第1話「男が男が抜いた時」（1970年、CX）
- ポーラ名作劇場 / 蝶と山女魚の物語（1971年、NET）
- 女人武蔵（1971年、KTV） - 稲
- 大岡越前 第3部 第25話「義賊かまいたち」（1972年、TBS） - お時
- 赤ひげ 第34話「短夜」（1973年、NHK）
- 東芝日曜劇場 / ばんえい（1973年、HBC）
- ジキルとハイド 第6話「ある少年の」（1973年、CX）
- 土曜日の女シリーズ / 明日に喪服を（1973年、NTV）
- はぐれ刑事 第1話「銃弾」（1975年、NTV）
- 花王 愛の劇場 （TBS）
  - 名もなく貧しく美しく（1976年）
  - おーい!ムコどの（1996年）
- 前略おふくろ様 第2シリーズ 第18話（1977年、NTV） - 波谷夫人
- 金曜ドラマ / あにき（1977年、TBS） - 加東きん
- 飢餓海峡（1978年、CX）
- 死人狩り（1978年、CX）
- 気になる天使たち 第2話「お父さん、ごめんなさい」（1981年、CX）
- 火曜サスペンス劇場（NTV）
  - バックミラーの中の女（1982年）
  - 松本清張スペシャル・黒の回廊（1984年）
- 月曜ワイド劇場 / 無影燈（1982年、ANB）
- 金曜女のドラマスペシャル / 不信のとき（1984年、CX）
- ドラマ女の手記「再婚の条件」（1987年、TX）
- 東芝日曜劇場 / おとこたちの家（1988年、TBS）
- 土曜ワイド劇場（ANB系）
  - 西村京太郎トラベルミステリー18 オホーツク殺人ルート さい果てツアーの謎!（1990年）
  - 恐怖の目撃者（1997年、ABC）
- 金曜ドラマシアター / 松本清張作家活動40年記念・球形の荒野（1992年、CX）
- ドラマ新銀河 / ママだって夏休み（1997年、NHK）
- 女と愛とミステリー / 夏樹静子サスペンス 最後に愛をみたのは（2001年、TX） - 新聞配達店店主
- 北朝鮮拉致・めぐみ、お母さんがきっと助けてあげる（2003年、TX）
- 平成猿蟹合戦図（2014年、WOWOW） - 奥野サワ
- 魔性の群像4（2017年） ‐ 南雲タキ

### ラジオドラマ
- 闖入者（1955年、朝日放送） - 管理人の女

### 吹き替え
- 署長マクミラン（ミルドレッド役）
- 風と共に去りぬ（マミー役）※日本テレビ旧録版・新録版（新録版はスペシャル・エディション版DVDに収録）
- 刑事コロンボ・策謀の結末（ケイト・オコンネル役）※NHK放映版

## 受賞歴
- 紀伊国屋演劇賞（1970年）